# طبيب الفيلاج
طبيب الفيلاج هو فيلم مغربي من إخراج إسماعيل السعيدي سنة 2012، و بطولة كل من رضى شبشوبي، جمال لعبابسي، فاطمة وشاي، وآخرين.

## القصة
يحكي الفيلم قصة طبيب تجميل مغربي يقيم في العاصمة البلجيكية بروكسيل، كان يعيش حياته طبيعته مع زوجتة البلجيكية وطفله، موت والده سيشكل انعطافة كبرى ستغير مساره المهني والحياتي، الأب وهو على فراش الموت أوصى ابنه بالعودة إلى المغرب لمساعدة الناس وممارسة مهنة الطب الحقيقية بدل أن يبقى مقتصرا على تغيير وتحويل أشكال النساء. وتنطلق رحلة ابنه إلى قرية تينوة البعيدة عن مدينة أصيلة بحوالي خمس كلمترات. هناك سيكتشف طبيب التجميل واقعا آخر قبيحا، لا وجود فيه للطبيب أصلا، ولا يؤمنون بشيء اسمه الطب، ويكتفون ببركة الفقيه عمار (جمال لعبابسي) وحروزاته.

## روابط خارجية
- إسماعيل السعيدي مخرج «طبيب الفيلاج»: التحقت بالمغرب للمرة الأولى وفي جعبتي كثير من السذاجة